# Amoni cyanide
Amoni cyanide là một hợp chất vô cơ không bền với công thức hóa học NH4CN.

## Điều chế
Amoni cyanide được điều chế bằng phản ứng của dung dịch axit cyanhidric với amonia ở nhiệt độ thấp:
HCN + NH3 (dd) → NH4CN (dd)
Nó có thể được điều chế bằng phản ứng của calci cyanide và amoni cacbonat:
Ca(CN)2 + (NH4)2CO3 → 2NH4CN + CaCO3↓
Ở trạng thái khô, amoni cyanide được điều chế bằng cách nung nóng một hỗn hợp kali cyanide hoặc kali ferrocyanide với amoni chloride và ngưng tụ hơi thành các tinh thể amoni cyanide:
KCN + NH4Cl → NH4CN + KCl

## Phản ứng
Amoni cyanide phân hủy thành amonia và hydrogen cyanide, thường tạo thành một polyme đen của hydro cyanide:
NH4CN → NH3 + HCN
Nó trải qua phản ứng trao đổi trong dung dịch với một số muối kim loại.
Nó phản ứng với glyoxal, tạo ra glycin (amino acidoacetic):
NH4CN + (CHO)2 → NH2CH2COOH + HCN
Nó phản ứng với xeton tạo ra aminonitril, như trong bước đầu tiên của sự tổng hợp amino acid của Strecker:
NH4CN + CH3COCH3 → (CH3)2C(NH2)CN + H2O

## Ứng dụng
Amoni cyanide thường được sử dụng trong tổng hợp hữu cơ. Do tính không bền nên nó không được vận chuyển hoặc bán thương mại.

## Độc hại
Chất rắn hoặc dung dịch của nó rất độc. Nếu ăn phải có thể gây tử vong. Tiếp xúc với chất rắn có thể có hại khi nó phân hủy thành khí độc hydro cyanide và amonia.

## Phân tích hóa học
Thành phần cơ bản: H – 9,15%, C – 27,26%, N – 63,59%.
Amoni cyanide có thể được phân tích bằng cách nung muối và cho các sản phẩm bị phân hủy: hydro cyanide và amonia trong nước ở nhiệt độ thấp. Dung dịch nước được phân tích lượng ion cyanide bằng phương pháp chuẩn độ bạc nitrat hoặc phương pháp điện cực ion, và amonia được đo bằng kỹ thuật chuẩn độ hoặc điện cực.